# (42502) 1993 CS1
1993 سي أس 1 (ويعرف أيضًا باسم (42502) 1993 سي أس 1 وفق تسمية الكوكب الصغير) (بالإنجليزية: 1993 CS1)‏ هو كويكب ضمن حزام الكويكبات؛ وترتيبه 42502 من حيث الاكتشاف.
اكتُشف هذا الجُرم الفلكي بواسطة هيروشي كانيدا في 10 فبراير 1993.

## وصلات خارجية
- (42502) 1993 CS1 في قاعدة بيانات مختبر الدفع النفاث لأجرام النظام الشمسي الصغيرة

- الاكتشاف · مخطط المدار ·  العناصر المدارية · المعلمات المادية

- (42502) 1993 CS1 على موقع ويكي سكاي: DSS2, SDSS, GALEX, IRAS, Hydrogen α, X-Ray, Astrophoto, Sky Map, Articles and images